# Csak neked!
A Csak neked! Zoltán Erika sorban harmadik stúdióalbuma és egyben az utolsó, amely a Hungaroton lemezkiadó gondozásában jelent meg. Ezen az albumon is a Neoton Família tagjainak szerzeményei hallhatóak.

## Az album dalai[1]
1. Politika (Pásztor László-Jakab György-Hatvani Emese)
2. Csak neked (Pásztor László-Jakab György-Hatvani Emese)
3. Miért sírnak ritkábban a fiúk? (Pásztor László-Jakab György-Hatvani Emese)
4. Varázscipő (F. Enz-Pásztor László-Jakab György-Hatvani Emese)
5. Életfogytig a szerelem (Pásztor László-Jakab György-Hatvani Emese)
6. Las Palmas, február ... (Pásztor László-Jakab György-Hatvani Emese)
7. Te + én (Jakab György-Barta Tamás-Jávor Andrea)
8. High Society (Pásztor László-Jakab György-Bardóczi Gyula-Joós István)
9. Hazajössz (Pásztor László-Bognár Attila-Hatvani Emese)

## Közreműködők
- Zoltán Erika – ének
- Pásztor Patrícia – ének (3.)
- Juhász Mari, Pál Éva – vokál
- László Attila – gitár
- Bardóczi Gyula – dobok
- Jakab György – billentyűs hangszerek
- Pásztor László – gitár, zenei rendező
- Lakatos Gábor – szintetizátor programok, hangmérnök